# 瑞典國家社會主義黨
瑞典國家社會主義黨（瑞典語：SvenskaNationalsocialistiskapartiet，縮寫SNSP）。是二戰時期瑞典的一個極右翼法西斯政黨，該黨由瑞典政治家和獸醫比耶·富鲁高在1930年成立。

## 歷史
1920年代，瑞典法西斯鬥爭組織（瑞典語：Sveriges Fascistiska Kamporganisation，SFKO）成立，是瑞典最早的法西斯政治組織，最初的名稱為瑞典祖國奮鬥組織（瑞典語：Sveriges Fosterländska Kamporganization）。1926年9月3日在康拉德·霍爾格倫的領導下改組為瑞典法西斯人民黨（瑞典語：Sveriges Fascistiska Folkparti），然而黨內反對霍爾格倫的聲音逐漸變大，因此在1930年1月19日瑞典法西斯人民黨在內部意見分歧下分裂，一部分反對霍爾格倫的成員在斯蒂格·比勒領導下成立新瑞典人民聯盟 (瑞典語: Nysvenska folkförbundet)。1930年8月，比耶·富鲁高領導的瑞典國家社會主義農民和工人黨（瑞典語：Svenska Nationalsocialistiska Bonde-och Arbetarpartiet ）併入了瑞典法西斯人民黨，並成為了該黨領袖。同年10月，新瑞典人民聯盟與瑞典法西斯人民黨合併改組，並在月初正式成立了瑞典國家社會主義黨，比耶·富鲁高成為該黨領袖。

## 衰落

### 第一次分裂
1933年，黨內改革派領袖斯文·奧洛夫·林德霍爾姆與哥特堡黨支部的保守派發生衝突，在某種程度上，比耶·富鲁高仍然與哥德堡黨支部關係密切，在經濟上較為依賴哥德堡黨部，使林德霍爾姆與富鲁高的關係日漸緊張。1933年1月13日，改革派與保守派在會議中爆發激烈爭執，富鲁高故將林德霍爾姆開除黨籍。1933年1月14日，林德霍爾姆在被開除黨籍後成立瑞典國家社會主義工人黨(瑞典語: Nationalsocialistiska Arbetarepartiet)，藉此與富鲁高劃清界線。此外，林德霍爾姆向哥德堡黨部發出了一份聲明，指控富鲁高的腐敗。準軍事組織衝鋒隊領導人赫登格倫站在林德霍爾姆一邊。許多年輕的黨員也加入了林德霍爾姆的國家社會主義工人黨。瑞典國家社會主義黨自此轉衰。

### 第二次分裂
1933年10月，富鲁高和黨內的工作人員相互對峙，因而再次分裂。富鲁高被開除黨籍。富鲁高在被開除黨籍後，率領黨幹部自卡爾斯塔德遠征至哥德堡，奪取黨總部的財產。然後返回卡爾斯塔德並在那裡建立了新的總部，並重組為瑞典國家社會主義團結黨（瑞典語：SvenskaNationalsocialistiskapartiet）。1933年12月，馬丁·埃克斯特羅姆上校又與黨內發生矛盾，退出瑞典國家社會主義團結黨，並獨自成立國家社會主義集團（瑞典語：Nationalsocialistiska Blocket）。 

### 整併
1933年12月30日，馬丁·埃克斯特羅姆上校領導的國家社會主義集團併入了瑞典國家社會主義黨。

## 解散
瑞典國家社會主義黨與國家社會主義集團結盟參加1936年議會選舉。瑞典國家社會主義黨-國家社會主義集團聯盟總共在12個選區派出了候選人。這次選舉對該黨來說是一次強烈反對，與林德霍爾姆的國家社會主義工人黨相比，該聯盟顯得相形見絀。SNSP-NSB聯盟僅獲得約3,025票。國家社會主義黨不久後因種種因素解散。富鲁高呼籲他的追隨者與林德霍爾姆聯手。富鲁高則退出了政壇。他於1961年去世。